# The Corbomite Maneuver
"The Corbomite Maneuver" é o décimo episódio da primeira temporada da série de ficção científica Star Trek, que foi ao ar em 10 de novembro de 1966 pela NBC. Foi o primeiro episódio de produção normal da série depois dos dois pilotos, apesar de ter ido ao ar posteriormente na temporada. Foi escrito por Jerry Sohl e dirigido por Joseph Sargent.
O episódio apresenta um jovem Clint Howard, irmão do ator transformado em diretor Ron Howard, interpretando o alienígena "criança" Balok (dublado por Walker Edmiston). Este também foi o primeiro episódio a ter DeForest Kelley como o Dr. Leonard McCoy, Nichelle Nichols como Tenente Uhura e Grace Lee Whitney como Ordenança Rand, apesar dos espectadores já terem os visto pela primeira vez em "The Man Trap".

## Enredo
Na data estelar 1512.2, a USS Enterprise encontra um estranho cubo no espaço. Scotty estuda o objeto porém não consegue determinar como funciona. O Capitão Kirk ordena que a nave se afaste, porém o cubo se aproxima ainda mais e começa a emitir uma perigosa radiação. Kirk não tem outra opção senão destruir o cubo.
Pouco tempo depois, respondendo a destruição do cubo, uma gigantesca esfera rapidamente se aproxima da Enterprise. O comandante da nave, Balok, identifica sua nave como a Fesarius, a capitânia da "Primeira Federação". Spock consegue ter uma imagem visual de Balok, um humanóide grotesco com pele azul e face assustadora. Ele ignora as saudações de Kirk, anunciando sua intenção de destruir a Enterprise por invadir o território da Primeira Federação e destruir um marcador de fronteira—o cubo. Balok informa que eles têm dez minutos para orar para seus respectivos deuses antes da destruição.
Durante a espera, o navegador Tenente Bailey se entrega ao pavor. Ele começa a agir irracionalmente, particularmente quando Sulu nota o tempo restante. Kirk ordena que ele se retire da ponte. Spock compara a situação com xadrez, e se lemanta por não achar nenhum solução lógica. Kirk responde que a solução não é xadrez, mais sim pôquer. Ele blefa para Balok dizendo que a Enterprise incorporou uma substância conhecida como Corbomite, um material e dispositivo que impede ataques, qualquer energia destrutiva que toca a nave cria uma reação reversa de igual força que destrói o agressor. Aparentemente caindo no estratagema, Balok não destrói a nave como anunciado. Durante a pausa, Bailey, agora mais calmo, retorna para ponte e Kirk permite que ele retorne para seu posto.
Balok retoma contato com a Enterprise pedindo mais detalhes sobre o Corbomite, Kirk recusa. Um rebocador sai da Fesarius e reboca a Enterprise para dentro do espaço da Primeira Federação, onde Balok anuncia que ele vai prender a tripulação e destruir a Enterprise. Enquanto é rebocado, Kirk ordena que a nave resista ao raio trator do reboque. Pouco antes dos motores da Enterprise explodirem da sobrecarga, ela se liberta. Isso disabilita a nave alienígena que, com sua força quase que totalmente esgotada, não consegue pedir socorro.
Ao invés de fugir, Kirk, McCoy e Bailey formam um grupo de desembarque para ajudar. Scotty diz para eles se abaixarem, já que o escaneamento da nave alienígena mostrou que ela possui um teto muito baixo. Ao se transportarem, eles descobrem que o Balok que apareceu no monitor era apenas um boneco. O verdadeiro Balok se revela, um ser que se parece com uma criança humana superinteligente. Ele entusiasticamente os recepciona, lhes oferecendo "tranya", sua bebida favorita.
Balok explica que ele estava testando a tripulação da Enterprise, para descobrir suas intenções. Apesar de ter lido os registros da Enterprise, ele achou que eles poderiam ser uma fraude. Ele criou seu boneco sabendo que sua aparência verdadeira nunca iria asssustá-los.
Kirk e os outros relaxam. Balok diz que ele controla sozinho a Fesarius e sente falta de companhia para conversar. Ele expressa seu desejo de conhecer mais sobre os humanos e sua cultura, e o Tenente Bailey se voluntariza para ficar a ser um emissário da Federação Unida dos Planetas.

## Produção
"The Corbomite Maneuver" foi o primeiro episódio da série regular a ser produzido após os dois pilotos, "The Cage" e "Where No Man Has Gone Before", que foram feitos em 1964 e 1965. Este episódio foi filmado em um estúdio diferente, em Hollywood. Cenários foram transferidos dos estúdios da Desilu em Culver City, e um novo cenário da engenharia foi construído. As filmagens começaram em 24 de maio de 1966. O episódio foi segurado até novembro, se tornando o décimo a ser transmitido, já que foi decidido focar as histórias baseadas em planetas no início da exibição do programa.

## Remasterização
Este episódio foi remasterizado em 2006 e foi ao ar em 10 de dezembro de 2006, como parte da remasterização da série original. Foi precedido na semana anterior por "The Menagerie, Part II" e sucedido depois de três semanas de férias por "Friday's Child". Além da remasterização de áudio e vídeo, e das animações computadorizadas da Enterprise que são padrão em todas as revisões, mudanças específicas para o episódio incluem:
- O cubo aparece como um efeito computadorizado. As luzes amarela, azul e vermelha do cubo são refletidas no casco da Enterprise.
- A Fesarius e o rebocador são renderizados em computação. Os domos da Fesarius receberam uma aparência de vidro.
- O cronômetro da ponte e as leituras da temperatura da nave foram alteradas e melhoradas. A tela do computador na sala de reuniões recebeu um mapa estelar mais detalhado.

## Recepção
Zack Handlen da The A.V. Club deu ao episódio uma nota "A", descrevendo-o como "A Série Clássica em seu melhor—emocionante, com bom ritmo e tematicamente coerente". Handlen também notou o tom otimista ao final.